# Воробей Стоянович
Воробе́й Стоя́нович — новгородский посадник в самое первое время после крещения Руси (конец X века).

## Упоминание в Иоакимовской летописи
Его имя со ссылкой на Иоакимовскую летопись упоминает В. Н. Татищев. По словам Татищева, Воробей был воспитан при дворе Владимира Святославича и он «бе вельми сладкоречив». Воробей победил Богомила-Соловья, который возмущал новгородцев против Добрыни, Путяты и епископа Иоакима, присланных в Новгород для насаждения Христианской веры. При этом имя Воробей отсутствует в дошедших до нашего времени списках новгородских посадников. Однако археологические раскопки в Новгороде академика Янина В. Л. свидетельствуют в пользу версии Татищева.
Креститель Великого Новгорода (см. также Крещение Новгорода). Как повествует Иоакимовская летопись, именно благодаря его исключительным способностям «сладкоречия», который более всех потрудился к «увещанию» новгородцев, большинство горожан приняло самостоятельное решение о принятии крещения в водах Волхова.
Вероятный родоначальник древнего боярского рода Воробьёвых, потомки которого с начала XIV до середины XV века являлись вотчинниками села Воробьёва (ныне знаменитые московские Воробьёвы горы).
От своего вероятного родоначальника Воробья Стояновича древний боярский род Воробьёвых унаследовал глубокую религиозность и благочестие. Помимо московского боярина Юрия Воробьёва — посла великого князя Симеона Гордого, отправленного в Царьград для утверждения на московскую митрополичью кафедру святителя Алексия (1352—1353 гг.), в XVI веке двое братьев Воробьёвых Василий и Симеон были дьяками — владычными боярами святителя Макария митрополита Московского. В XVII веке Воробьёвы служили и в Патриаршем Приказе.
Благодаря стараниям тверской ветви дворян Воробьёвых, являющихся потомками бояр, в селе Уницы Кашинского уезда в 1915 году был построен новый кирпичный трёхпрестольный Храм Живоначальной Троицы. На строительство данного храма пожертвовал крупную денежную сумму также император Николай II.

## Комментарии
1. ↑  Документального подтверждения этому до настоящего времени нет.
2. ↑  Знаменитое село Воробьёво, расположенное на горах того же названия, также восходит к боярскому роду Воробьёвых, известному в середине XIV в. — См. Тихомиров М. Н. Древняя Москва (XII-XV вв.) : Моск. гос. ун-т им. М. В. Ломоносова М. : Изд-во МГУ, 1947. Дата обращения: 31 июля 2013. Архивировано 24 сентября 2015 года.
3. ↑  В книге "Кузьмин А. В. На пути в Москву: очерки генеалогии военно-служилой знати Северо-Восточной Руси в XIII — середине XV в. Т. 1. — М.: Языки славянской культуры, 2014. — С. 282-284. — 336 с. — 500 экз. — ISBN 978-5-9551-0541-3.", Оглавление, Глава 3, § 3.8 — Воробьёвы, автор относит древний боярский род Воробьёвых к Великому княжеству Тверскому, что значительно древнее большинства древних московских боярских родов